# Adempiere
ADempiere（義大利語原意為「履行」、「完成」）是一套企業資源規劃（ERP）軟體套件，採自由軟體授權，遵循GNU通用公共许可证。

## 歷史
ADempiere 專案創建於 2006 年 9 月，由於Compiere 的開發社群與其企業贊助者間出現歧見，遂從 Compiere 專案分支（fork）而成。該專案創立幾週後即登上SourceForge.net 開源專案前五名，顯示其開發社群的規模與活躍程度。
「ADempiere」來自義大利語動詞“adempiere”，意含「履行義務」、「完成任務」、「實踐」、「敬重」等，象徵專案的核心目標。

## 專案目標
ADempiere 的目標是創建一套由社群主導開發與支援的企業資訊解決方案，發展模式仿效埃里克·雷蒙 所述的《大教堂與市集》開源哲學。

## 功能模組
ADempiere 涵蓋下列商業功能：
- 企業資源規劃（ERP）
- 供應鏈管理（SCM）
- 客戶關係管理（CRM）
- 財務績效分析
- 整合式 POS 系統
- 多種成本計算引擎
- 兩種不同的生產模式（輕量型與複雜型），包含訂單批次管理與物料需求計劃（或製造資源計劃）

## 社群治理
ADempiere 採開放討論模式，所有社群成員皆可參與討論。實際上由一個「項目委員會」（Project Management Committee）進行決策與規劃。其職責包括：
- 支持領導人決策
- 接受社群貢獻
- 制定發展藍圖
- 審核與核准規格
- 對新功能進行投票
- 核准核心架構變更

## 技術基礎
ADempiere 使用 Java EE 技術開發，主要部署於 Apache Tomcat 或 JBoss 伺服器，支援的資料庫包括 PostgreSQL 與 Oracle Database。

## 架構設計
其核心架構繼承自 Compiere 的「資料字典」（Data Dictionary）設計，允許使用者於應用程式內直接設定資料結構、邏輯驗證與畫面配置，而無需額外程式碼。工作流程引擎遵循 Workflow Management Coalition 與 Object Management Group 標準，支援商業流程管理（BPM），使應用程式得以快速配合業務需求進行調整。

## 分支項目
- iDempiere：重構架構並採用 OSGi 插件機制，實現模組化開發。
- metasfresh：源自 ADempiere，在德國持續開發維護。

## 外部連結
- ADempiere 官方社群網站